# ACM Transactions on Computer-Human Interaction
ACM Transactions on Computer-Human Interaction (TOCHI) es una publicación científica de revisión por pares cuyo objetivo es ser la primera en exhibir publicaciones en el campo multidisciplinario de la interacción persona-computador. Es publicada desde 1994 por la Association for Computing Machinery.